# 2812 Scaltriti
2812 Scaltriti eller 1981 FN är en asteroid i huvudbältet som upptäcktes den 30 mars 1981 av den amerikanske astronomen Edward L.G. Bowell vid Anderson Mesa Station. Den är uppkallad efter den italienske astronomen Franco Scaltriti.
Asteroiden har en diameter på ungefär 5 kilometer och den tillhör asteroidgruppen Flora.